# Bones Hyland

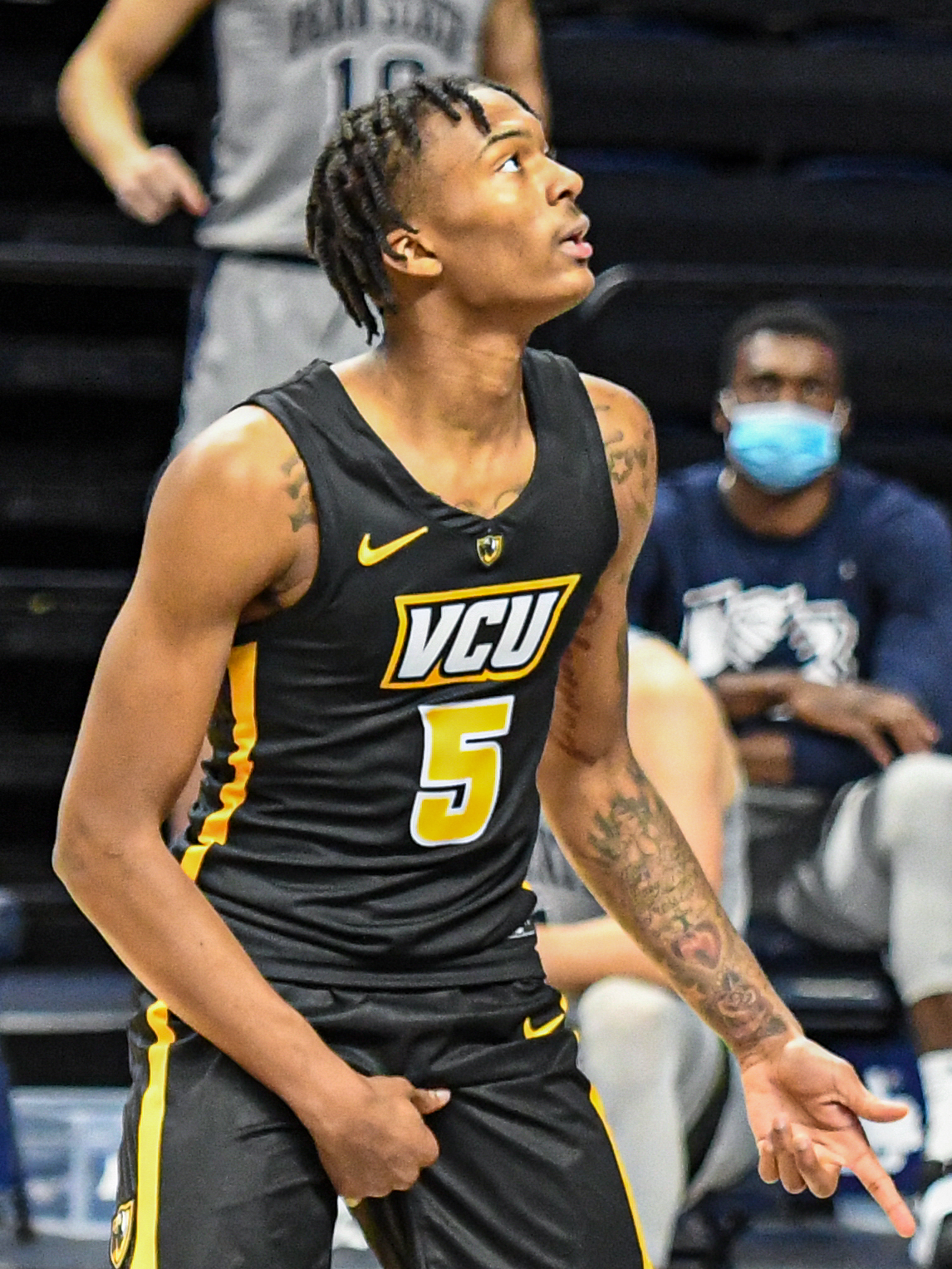
Bones Hyland, 2020.

Nah'Shon Lee "Bones" Hyland, född 14 september 2000 i Wilmington i Delaware, är en amerikansk professionell basketspelare (PG/SG) som spelar för Minnesota Timberwolves i National Basketball Association (NBA). Han har tidigare spelat för Denver Nuggets och Los Angeles Clippers.
Hyland draftades av Denver Nuggets i första rundan i 2021 års draft som 26:e spelare totalt.
Innan han blev proffs studerade Hyland vid Virginia Commonwealth University och spelade för deras idrottsförening VCU Rams.